# 아딜 굴리예프
아딜 휘세인 오글루 굴리예프(아제르바이잔어: Adil Hüseyn oğlu Quliyev, 1922년 11월 12일 ~ 1992년 12월 15일)는 아제르바이잔의 군인이다.
아제르바이잔 바쿠에서 농민의 아들로 태어났으며 바쿠 비행사 클럽에 가입하면서부터 비행사로 활동했다. 1941년에 소련 군대에 입대했고 제2차 세계 대전이 진행 중이던 1943년 3월부터 1945년 2월 사이에 일어난 동부 전선에서는 20차례에 걸친 전투에서 소련군의 승리를 이끌었다.
소련 정부로부터 적기훈장(1943년 11월 30일, 1944년 7월 21일, 1944년 9월 17일), 조국 전쟁 훈장(1944년 8월 19일), 소비에트 연방영웅 칭호, 레닌 훈장(1945년 2월 23일), 알렉산드르 넵스키 훈장(1945년 7월 31일)을 받았다. 1966년에는 소련 공군 대령 계급을 받으면서 퇴역했다.